# Архів єврейських фільмів імені Стівена Спілберга
Архів єврейських фільмів імені Стівена Спілберга — установа, метою якої є збереження і дослідження єврейського документального кіно. Архів курують Інститут сучасногоєврейства імені Абрагама Гармана Єврейського університету в Єрусалимі і Центральному сіоністському архіву Всесвітньої сіоністської організації (ВСО).

## Історія
Архів засновано наприкінці 1960-х років професором моше Девісом та іншими істориками з Єврейського університету в Єрусалимі. Упродовж багатьох років заклад називався Архівом єврейського кіно імені Аврагама Рада. 1973 року ВСО надала архівові статус офіційного депозиторію фільмів, знятих організацією. З 1988 року установа носить імёя єврейсько-американського кінематографіста Стівена Спілберга, чиї пожертви частково покривають фінансові видатки архіву. З 1996 архів перебуває в сучасному приміщенні на території факультету гуманітарних наук Єврейського університету на горі Скопус.

## Колекція
У архіві зберігається близько 16 тис. назв фільмів: у каталозі зафіксовано приблизно 4,5 тис. кіноплівок і понад 9 тис. відео в різних форматах, а також близько 600 DVD. матеріали колекції стосуються різних галузей єврейської культури: історія євреїв, створення Держави Ізраїль, іміграція, єврейські громади в діаспорі, їхні відносини з ізраїльтянами. Фільми надходили з різних джерел. Більшість із них передано до установи з ВСО та Єврейського університету, однак частина потрапила до сховищ з інших публічних установ і організацій (зокрема, з Єврейського національного фонду) та від приватних осіб (режисерів-кінодокументалістів і їхніх родин). Крім того, у архіві депоновано колекції фільмів, які належать деяким кібуцам. Архів Стівена Спілберга має авторські права на фільми, відзняті на замовлення організацій-засновниць (ВСО і Єврейського університету). Саме він займається продажем прав на їхнє поширення і трансляцію. Плівки зберігаються у сховищах з клімат-контролем, що робить умови зберігання оптимальними. Фільми можна переглядати на проекторах для 16- і 35 мм плівок, відеопрогравачах форматів U-Matic, Betacam, VHS, DVCAM, Mini DV, Super VHS and Betamax.

## Фільми
Користувачі архіву можуть ознайомитися з фільмами, які документують процес розвитку єврейського народу і Держави Ізраїль упродовж ХХ ст. і дотепер. Колекцію присвячено визначальним моментам історії Держави Ізраїль і єврейського народу в діаспорі. ОСеред найцінніших у колекції можна назвати такі кіноплівки: "Перший фільм Палестини" ("First Film of Palestine"), що відображає життя під владою Османської імперії 1911 року; фільм "П'ять міст" (1939), у якому відображено життя п'яти центральних громад міжвоєнної Польщі (цей фільм є надзвичайно яскравим свідченням життя євреїв Польщі за кілька місяців до початку Другої світової війни); фільм "І день настав" ("The Day Came"), присвячений проголошенню Держави Ізраїль 14 травня 1948 (у цьому фільмі міститься відома сцена проголошення незалежності Давидом Бен-Гуріоном 14 травня 1948; у архіві зберігається й запис, на якому зображено посла Ізраїлю в ООН Хаїма Герцоґа, шокованого ухваленням резолюції Генасамблеї ООН, що прирівнювала сіонізм до расизму.  
Відвідувачі архіву також мають змогу ознайомитися зі становленням окремих громад Ерец-Ісраель до і після проголошення держави. У фільмах, які впродовж років знімав Єврейський університет, відображено не лише розвиток навчального закладу, а й зміну обличчя Єрусалима. На плівках, що зберігаються в архіві, можна побачити таких впливових єврейських діячів, як Рав Кук, Альберт Ейнштейн, Хаїм Вейцман та ін. У архіві зберігаються оригінальні записи судових засідань справи Айхмана, передані американською компанією, яка фільмувала суд. Ізраїльський державний архів надав Архівові Стівена Спілберга права на поширення цього матеріалу після оцифрування оригінальної кінохроніки.

## Найважливіші проекти
- Збереження і реставрація:  кіноплівки й відеозаписи в різних форматах зберігаються в умовах оптимальної вологості й температури. Усі записи регулярно перевіряють, щоб пересвідчитися, що їх не пошкоджено такими хімічними процесами, як "оцтовий синдром". У архіві зберігаються численні загрожені фільми, багато з яких збереглися в єдиних примірниках, які вимагають регулярної реставрації чи відновлення. Реставрація відбувається відповідно до потреб у ній і наявного фінансування, що дозволяє зберегти інформацію, збережену на цих носіях, для наступних поколінь.
- Оцифрування, доступність і віртуальний кінотеатр: щоб зробити колекції архіву доступнішими,, архів оцифровує спеціально відібрані найцінніші фільми і записує їх на DVD або розміщує в інтернеті. Упродовж останнього десятиріччя архів створив власний портал для демонстрації фільмів, де розміщено близько 500 стрічок, правами на які він володіє. Фільми оцифровано й викладено на спеціальний канал на YouTube із навігацією через сайт архіву. Фільми можна переглядати безкоштовно. Крім того, до кожного запису наведено основну інформацію (рік створення, тривалість, анотацію та інші технічні деталі). Фільми систематизовано за тематичними категоріями. Проект фінансувала організація Американські друзі Єврейського університету.
- Дослідження кіно – бібліотека імені Давида Матіса:  Колекція Давида Матіса містить вирізки з преси, фотографії й різноманітні документи, що стосуються зйомок єврейських і ізраїльських фільмів. Нещодавно колекцію було оцифровано і розміщено онлайн у базі даних Artlid.
- Виробництво демонстраційних записів фільмів: Архів Стівена Спілберга виготовляє демонстраційні копії плівок зі своїх фондів.
- Свідчення зі справи Ейхмана — проект, що містить записи численних свідчень з суду над нацистським злочинцем;
- Єрусалим світла — проект, реалізований з нагоди відзначення 40-річчя об'єднання Єрусалима; у цьому фільмі змонтовано кадри, зняті в різні роки ХХ ст., що демонструють розвиток міста з різних кутів зору;
- Біле місто — фільм, знятий з нагоди 90-річчя Тель-Авіва і містить хронікальні записи з перших десятиліть існування міста.

## Публікації
- No Matter What – Studies in the History of the Jewish Film in Israel, by Joseph Halachmi. Jerusalem, Steven Spielberg Jewish Film Archive, 1995. Збірка статей, присвячена історії кіно у Османській імперії і підмандатній Палестині з кінця ХІХ ст. до початку 1930-х років.
- Films of the Holocaust – An Annotated Filmography of Collections in Israel, by Sheba F. Skirball. New York, Garland Publishing, inc.; Jerusalem, Steven Spielberg Jewish Film Archive, 1990. Фільмографія фільмів про Голокост, що зберігаються в різних архівах Ізраїлю.
- Israel Newsreel Collection – 1932–1956. Edited by Wendy Luterman and Hillel Tryster, Jerusalem, Steven Spielberg Jewish Film Archive, 1992. Каталог кінохронік, знятих натаном Аксельродом.
- Israel Before Israel: Silent Cinema in the Holy Land, by Hillel Tryster, Jerusalem, Steven Spielberg Jewish Film Archive, 1995. Книга про розвиток кінематографії в Ізраїлі додержавної доби від початку ХХ ст.
- Fresh Wind – The First Zionist Film in Palestine 1899–1902, by Joseph Halachmi. Jerusalem, Carmel, 2009. Книжка, видана за підтримки Архіву Стівена Спілберга, темою якої є перша спроба пропаганди сіонізму в ранній період історії сіоністського руху.

## Зовнішні посилання
- офіційний сайт Архіву [Архівовано 13 травня 2018 у Wayback Machine.]
- віртуальний кінотеатр Архіву Стівена Спілберга [Архівовано 14 травня 2018 у Wayback Machine.]
- І день настав [Архівовано 19 лютого 2020 у Wayback Machine.], фільм про проголошення Держави Ізраїль.
- День у Варшаві [Архівовано 27 лютого 2020 у Wayback Machine.], уривок із фільму П'ять міст
- Свідчення з процесу Ейхмана [Архівовано 31 серпня 2018 у Wayback Machine.]
- Єрусалим світла [Архівовано 12 листопада 2019 у Wayback Machine.]
- Край заходу [Архівовано 23 лютого 2020 у Wayback Machine.]
- Tel Aviv Hayafa B'Choref [Архівовано 20 листопада 2019 у Wayback Machine.], кольорові зображення міста в перші роки незалежності.